# Simen Hegstad Krüger
Simen Hegstad Krüger (* 13. března 1993) je norský reprezentant v běhu na lyžích, olympijský vítěz ve skiatlonu na 30 km a ze štafety na 4×10 km ze Zimních olympijských her 2018 v jihokorejském Pchjongčchangu. V roce 2023 v Planici zvítězil ve skiatlonu na 30 km také na Mistrovství světa.

## Kariéra
Do Světového poháru vstoupil v roce 2013. Do Zimních olympijských her 2018 v Pchjongčchangu byl však prakticky neznámý, zaznamenal pouze jedinou výhru a dvě další pódiová umístění.
V Pchjongčchangu byl skiatlon prvním závodem olympijského programu v běhu na lyžích mužů. Krüger krátce po startu upadl a zlomil hůlku. Ocitl se tak na chvíli dokonce na konci celého startovního pole, se ztrátou 40 sekund na čelo závodu. Ztrátu však dokázal stáhnout, po přezouvání v polovině trati se pohyboval ve vedoucí skupině. Zhruba 5 km před cílem nastoupil, jeho nástup nikdo nezachytil a Krüger si tak osamocen dojel pro olympijské zlato.

## Výsledky

### Světový pohár
| Sezóna  | Věk | Sezónní výsledky | Sezónní výsledky | Sezónní výsledky | Sezónní výsledky | Výsledky na Ski Tour | Výsledky na Ski Tour | Výsledky na Ski Tour | Výsledky na Ski Tour | Výsledky na Ski Tour |
| Sezóna  | Věk | Celkově          | Distance         | Sprinty          | U23              | Nordic Opening       | Tour de Ski          | Ski Tour 2020        | WC Final             | Ski Tour Kanada      |
| ------- | --- | ---------------- | ---------------- | ---------------- | ---------------- | -------------------- | -------------------- | -------------------- | -------------------- | -------------------- |
| 2012/13 | 19  | NC               | NC               | —                | NC               | —                    | —                    | —                    | —                    | —                    |
| 2014/15 | 21  | 100.             | 70.              | —                | 10.              | 21.                  | —                    | —                    | —                    | —                    |
| 2015/16 | 22  | 69.              | 39.              | —                | 6.               | —                    | —                    | —                    | —                    | —                    |
| 2016/17 | 23  | 17.              | 15.              | 81.              | —                | 11.                  | 8.                   | —                    | 38.                  | —                    |
| 2017/18 | 24  | 14.              | 8.               | NC               | —                | 16.                  | —                    | —                    | 24.                  | —                    |
| 2018/19 | 25  | 4.               | 4.               | 47.              | —                | 8.                   | 3.                   | —                    | 7.                   | —                    |
| 2019/20 | 26  | 4.               | 4.               | 29.              | —                | DNF                  | 5.                   | 2.                   | —                    | —                    |
| 2020/21 | 27  | 16.              | 3.               | NC               | —                | 18.                  | —                    | —                    | —                    | —                    |
| 2021/22 | 28  | 20.              | 8.               | NC               | —                | —                    | DNF                  | —                    | —                    | —                    |
| 2022/23 | 29  | 4.               | 4.               | 88.              | —                | —                    | 2.                   | —                    | —                    | —                    |
| 2023/24 | 30  | 22.              | 10.              | 109.             | —                | —                    | —                    | —                    | —                    | —                    |
| 2024/25 | 31  |                  |                  |                  | —                | —                    | 22.                  | —                    | —                    | —                    |

### Výsledky na OH
| Rok  | Věk | 15 km | 30 km skiatlon | 50 km hromadný start | sprint | 4 × 10 km štafeta | sprint dvojic |
| ---- | --- | ----- | -------------- | -------------------- | ------ | ----------------- | ------------- |
| 2018 | 24  | 2.    | 1.             | —                    | —      | 1.                | —             |
| 2022 | 28  | —     | —              | 3.                   | —      | —                 | —             |

### Výsledky na MS
- 5 medailí – (2 zlata, 2 stříbra, 1 bronz)

| Rok  | Věk | 15 km | 30 km skiatlon | 50 km hromadný start | sprint | 4 × 10 km štafeta | sprint dvojic |
| ---- | --- | ----- | -------------- | -------------------- | ------ | ----------------- | ------------- |
| 2019 | 25  | —     | —              | 5.                   | —      | —                 | —             |
| 2021 | 27  | 2.    | 2.             | 3.                   | —      | —                 | —             |
| 2023 | 29  | 1.    | 1.             | —                    | —      | 1.                | —             |
| 2025 | 31  | 46.   | 12.            | 3.                   | —      | —                 | —             |